# ويليام بيشر سكوفيل
وليام بيشر سكوفيل (13 يناير 1906 - 25 فبراير 1984) (بالإنجليزية:William Beecher Scoville) هو جراح أعصاب في مستشفى هارتفورد. أسس سكوفيل قسم جراحة المخ والأعصاب في مستشفى هارتفورد في كونيتيكت في عام 1939. أجرى جراحة على هنري غوستاف مولايسون في عام 1953 لتخفيف الصرع مما أدى إلى تلف قرن آمون، مما خلف لديه اضطراب في الذاكرة.

## السيرة الذاتية
وُلد سكوفيل في فيلادلفيا، بنسلفانيا، في 13 يناير 1906. على الرغم من أن سكوفيل كان لديه اهتمامًا كبيرًا بالسيارات طوال حياته، إلا أن والده دفعه نحو مهنة الطب. بعد الانتهاء من دراسته الجامعية في جامعة ييل، التحق سكوفيل وتخرج من كلية الطب في جامعة بنسلفانيا في عام 1932. في عام 1953 أجرى جراحة على هنري غوستاف مولايسون. كان من المفترض أن تعالج تلك الملية الجراحية نوبات الصرع لدى مولايسون - إذ كان لدى سكوفيل «حدسًا» يخبره أن الحصين كان مسؤولًا عن تلك النوبات، وبناءًا على هذا التخمين الخاطئ، إزال سكوفيل الحصين الخاص بمولايسون - باستخدام أداة طبية تحتوي على شفرة الكي وجهاز الشفط. طوال الوقت، كان المريض مخدّرًا لمنه كان واعيًا. وبطبيعة الحال، فإن الحصين الآن معروف بدوره الهام في تشكيل الذكريات - وهكذا أصبح هنري مولايسون غير قادر على تشكيل ذكريات جديدة لبقية حياته. توفى سكوفيل نتيجة حادث سيارة في 25 فبراير عام 1984.
ساهم سكوفيل أيضًا في تطوير قاطع تمدد الأوعية الدموية. شمل تعديل سكوفيل وضع زنبرك ملفوف مع محور مواز لمستوى إغلاق القاطع كما هو موضح في كتاب سكوفيل: مصغرة التواء الزنبرك الملفوف في مشبك تمدد الأوعية الدموية. J نيوروسورغ 25:97، 1966.